# Edwin Zabriskie
Edwin Garvin Zabriskie (ur. 7 października 1874 w Brooklynie, zm. 1959) – amerykański neurolog i psychiatra.
Urodził się na Brooklynie w rodzinie o polsko-holenderskich korzeniach, jako syn Johna Lloyda i Elizy z domu Buckley. W 1897 roku ukończył Long Island Hospital Medical College. Podczas I wojny światowej walczył na froncie; brał udział w bitwach o Chateau Thierry, St. Mihiel i Argonne-Meuse.
Od 1946 do 1948 przewodniczący Neurological Institute of New York. Przewodniczący American Neurological Association w 1944. 
Zmarł w 1959 roku.

## Wybrane prace
- Psychoneuroses in War Time (1941)
- The Examination of Reflexes (1947)
- Fundamentals of Clinical Neurology (1949)